# Globocephalus urosubulatus
Globocephalus urosubulatus är en rundmaskart som först beskrevs av Alessandrini 1909.  Globocephalus urosubulatus ingår i släktet Globocephalus och familjen Ancylostomatidae. Inga underarter finns listade i Catalogue of Life.